# 南丁格尔岛

南丁格尔岛

南丁格尔岛（英語：Nightingale Island），又译作夜莺岛，是一个南大西洋中的活火山岛，面积3平方千米，是南丁格尔群岛的一部分，行政上由英国海外领地圣赫勒拿、阿森松和特里斯坦-达库尼亚中的特里斯坦-达库尼亚管辖。
岛上无常住人口，但是定期有科学计划或研究在这里进行。

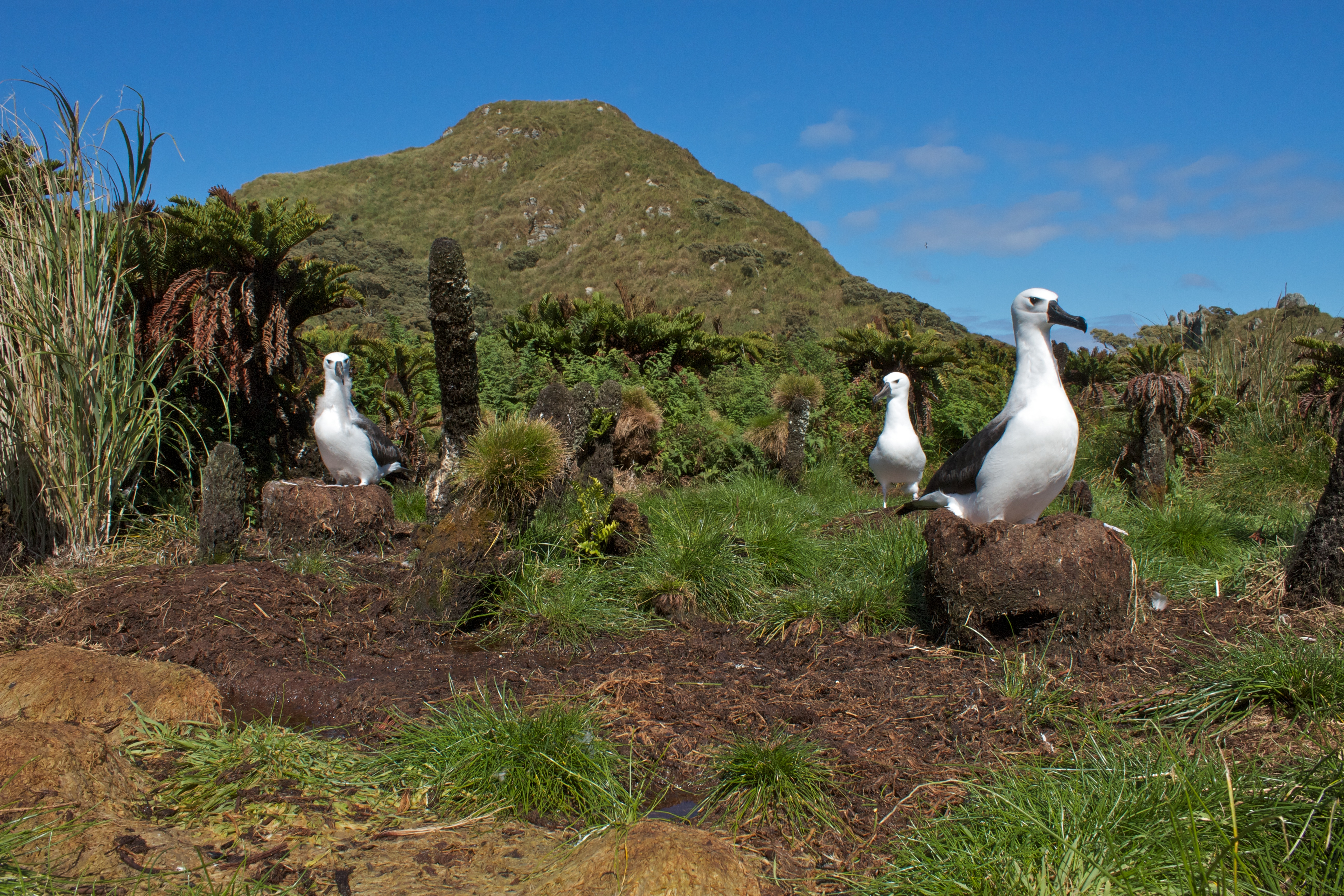
信天翁在南丁格尔岛的fernbrush上筑巢